# 艾華克
艾華克（Adam Walker，1983/84年—），加拿大政治人物，2020年至2024年間擔任卑詩省議會帕克斯維爾—夸利坎選區議員。

## 生平
艾華克生於卑詩省溫哥華島科莫克斯，在夸利坎比奇長大並於當地經營科技公司，2018年地方選舉中當選夸利坎比奇鎮議員。他於2020年10月在無競爭對手下自動贏取卑詩新民主黨帕克斯維爾—夸利坎選區候選人資格，並於同月省選中擊敗競逐連任的卑詩自由黨候選人施天慧，當選該區省議員。他於2020年11月辭去鎮議員職務，同月獲省長賀謹任命為新型經濟議會秘書。
尹大衛接替賀謹出任省長後，於2022年12月7日任命艾華克為可持續經濟議會秘書。2023年夏季，艾華克被其選區辦事處員工投訴，經内部調查後被裁定行為不當，但不涉及刑事行為。黨魁尹大衛於同年9月宣布將艾華克逐出新民主黨黨團，並免除其議會秘書職務；艾華克以獨立議員身份保留省議員職務。
帕克斯維爾—夸利坎選區在2024年省選前解散，艾華克以獨立身份在新設的萊迪史密夫—洋邊選區競逐連任，但僅獲16.4%得票排名第三而告落選。

## 外部連結
- （英文）卑詩省議會網站 艾華克議員簡介 （页面存档备份，存于）